# Provincia marítima de La Coruña

Bandera de la provincia marítima de La Coruña desde 1891

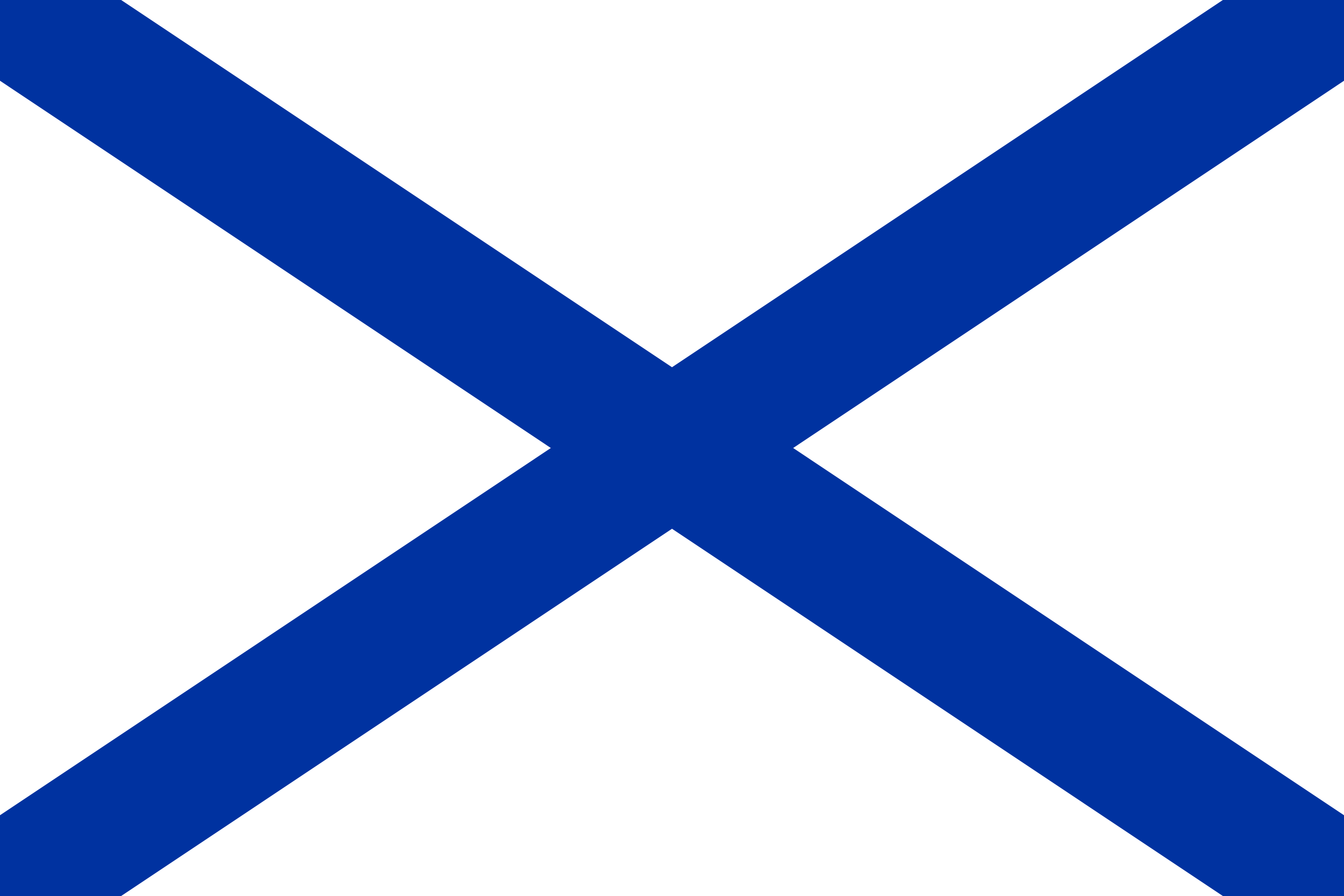
Antigua bandera de la provincia marítima de La Coruña (1845-1891)

La provincia marítima de La Coruña es una de las treinta provincias marítimas en que se divide el litoral de España. Comprende desde la línea que parte con rumbo 300º de la punta Carboeira hasta el paralelo de la punta Río Sieira de latitud 42º 39´N. Limita al norte con la provincia marítima de Ferrol y al sur con la provincia marítima de Villagarcía.
La capitanía de esta provincia marítima está situada en La Coruña. Su puerto más importante es el puerto de La Coruña.
De norte a sur consta de los siguientes distritos marítimos:
- Sada (CO-1): desde la punta Carboeira hasta la punta de la Torrella.
- La Coruña (Co-2): desde la punta de la Torrella hasta la punta Saldoira.
- Corme (CO-3): desde la punta Saldoira hasta la punta Morelo.
- Camariñas (CO-4): desde la punta Morelo hasta punta de la Vela.
- Corcubión (CO-5): desde la punta de la Vela hasta la punta Remedios.
- Muros (CO-6): desde la punta Remedios hasta isla Creba.
- Noya (CO-7): desde la isla Creba hasta punta Río Sieira.